# Tour Habla tu Espejo
El Habla tu Espejo Tour fue la gira musical realizada por el grupo uruguayo El Cuarteto de Nos para promover su decimocuarto disco de estudio Habla tu Espejo, lanzado en octubre de 2014. El tour empezó el 15 de noviembre de 2014 en Asunción, Paraguay y finalizó el 25 de marzo de 2017 en Sigsig, Ecuador, tras dos años y cuatro meses en diversos países de Sudamérica y Norteamérica.
Habla tu espejo rompe con una etapa de El Cuarteto de Nos, posterior al efecto de la trilogía de los anteriores (Raro, Bipolar y Porfiado) dado a la composición de sus canciones, esto se refleja en canciones como "No llora" y "21 de septiembre", ambas escritas por Roberto Musso, la primera dedicada a su hija Federica y la segunda a su madre y su abuela, quienes padecían de alzheimer. 21 de septiembre hace referencia además a la fecha del día mundial de esta enfermedad.

## Conciertos
| Fecha                    | Ciudad                | País                 | Recinto                                     |
| Primera Etapa - 2014     | Primera Etapa - 2014  | Primera Etapa - 2014 | Primera Etapa - 2014                        |
| ------------------------ | --------------------- | -------------------- | ------------------------------------------- |
| Sudamérica               |                       |                      |                                             |
| 15 de noviembre de 2014  | Asunción              | Paraguay             | Maison Saint Charles                        |
| 4 de diciembre de 2014   | Lima                  | Perú                 | Aura Store Peru                             |
| 6 de diciembre de 2014   | Caracas               | Venezuela            | Festival de Música Suena Caracas            |
| Segunda Etapa - 2015     |                       |                      |                                             |
| Sudamérica               |                       |                      |                                             |
| 14 de enero de 2015      | Punta del Este        | Uruguay              | Enjoy Punta del Este Casino & Resort        |
| 14 de febrero de 2015    | Atlántida             | Uruguay              | Club Los Titanes - La Tuna                  |
| 28 de febrero de 2015    | Mercedes              | Uruguay              | Teatro 28 de Febrero                        |
| 4 de abril de 2015       | Asunción              | Paraguay             | Maison Saint Charles                        |
| 9 de abril de 2015       | Montevideo            | Uruguay              | Cerro                                       |
| 18 de abril de 2015      | Montevideo            | Uruguay              | Velódromo Municipal de Montevideo           |
| 24 de abril de 2015      | Buenos Aires          | Argentina            | Luna Park                                   |
| 25 de abril de 2015      | Salta                 | Argentina            | BoomBox Salta                               |
| 30 de abril de 2015      | Rosario               | Argentina            | CLUB BROWN                                  |
| 1 de mayo de 2015        | Santa Fe              | Argentina            | Club Regatas Santa Fe                       |
| 8 de mayo de 2015        | San Miguel de Tucumán | Argentina            | Club Tucumán Central                        |
| 9 de mayo de 2015        | Córdoba               | Argentina            | Quality Espacio                             |
| 11 de mayo de 2015       | Florida               | Uruguay              | Centro Democrático Florida                  |
| 16 de mayo de 2015       | Mendoza               | Argentina            | Auditorio "Ángel Bustelo"                   |
| 28 de mayo de 2015       | Bogotá                | Colombia             | Armando Music Hall                          |
| 29 de mayo de 2015       | Bogotá                | Colombia             | Armando Music Hall                          |
| 30 de mayo de 2015       | Cali                  | Colombia             | La Dolores                                  |
| 19 de junio de 2015      | Mar del Plata         | Argentina            | Gap                                         |
| 20 de junio de 2015      | Cipolletti            | Argentina            | Círculo Italiano                            |
| 2 de julio de 2015       | La Plata              | Argentina            | Teatro Ópera                                |
| 3 de julio de 2015       | Haedo                 | Argentina            | Auditorio Oeste                             |
| 4 de julio de 2015       | Buenos Aires          | Argentina            | Arena Sur                                   |
| 9 de agosto de 2015      | Medellín              | Colombia             | Concierto de la Juventud                    |
| 24 de octubre de 2015    | Santiago de Chile     | Chile                | Festival Internacional de Innovación Social |
| 25 de octubre de 2015    | Santiago de Chile     | Chile                | Festival Internacional de Innovación Social |
| 20 de diciembre de 2015  | Buenos Aires          | Argentina            | Pepsi Music                                 |
| Norteamérica             |                       |                      |                                             |
| 22 de mayo de 2015       | Toluca                | México               | Landó Foro Cultural                         |
| 23 de mayo de 2015       | Ciudad de México      | México               | El Plaza Condesa                            |
| 20 de agosto de 2015     | San Andrés Cholula    | México               | Sala Forum                                  |
| 22 de agosto de 2015     | Monterrey             | México               | Café Iguana                                 |
| 23 de agosto de 2015     | Ciudad de México      | México               | Plaza de la Constitución                    |
| Tercera Etapa - 2016     |                       |                      |                                             |
| Sudamérica               |                       |                      |                                             |
| 23 de enero de 2016      | Buenos Aires          | Argentina            | Ciudad Cultural Konex                       |
| 15 de abril de 2016      | Santiago de Chile     | Chile                | Cúpula Multiespacio                         |
| 6 de mayo de 2016        | Montevideo            | Uruguay              | Teatro de Verano Ramón Collazo              |
| 7 de mayo de 2016        | Montevideo            | Uruguay              | Teatro de Verano Ramón Collazo              |
| 19 de mayo de 2016       | Villa Mercedes        | Argentina            | Complejo Molino Fenix                       |
| 20 de mayo de 2016       | Mendoza               | Argentina            | Auditorio "Ángel Bustelo"                   |
| 21 de mayo de 2016       | San Juan              | Argentina            | Sala Del Sol                                |
| 22 de mayo de 2016       | Río Cuarto            | Argentina            | Elvis Rio Cuarto                            |
| 24 de mayo de 2016       | Buenos Aires          | Argentina            | Vorterix                                    |
| 25 de mayo de 2016       | Buenos Aires          | Argentina            | Vorterix                                    |
| 26 de mayo de 2016       | Villa María           | Argentina            | TEATRO VERDI                                |
| 27 de mayo de 2016       | Córdoba               | Argentina            | Quality Espacio                             |
| 28 de mayo de 2016       | San Miguel de Tucumán | Argentina            | Teatro Mercedes Sosa                        |
| 29 de mayo de 2016       | Rosario               | Argentina            | CLUB BROWN                                  |
| 11 de junio de 2016      | Quito                 | Ecuador              | El Carpazo                                  |
| 30 de junio de 2016      | Lima                  | Perú                 | Centro de Convenciones Barranco - CCB       |
| 2 de julio de 2016       | Oxpampa               | Perú                 | Festival Selvámonos                         |
| 18 de agosto de 2016     | Tandil                | Argentina            | Centro Cultural Universitario               |
| 19 de agosto de 2016     | Mar del Plata         | Argentina            | Gap                                         |
| 20 de agosto de 2016     | Neuquén               | Argentina            | Pirkas                                      |
| 21 de agosto de 2016     | Bahía Blanca          | Argentina            | Teatro Rossini                              |
| 25 de agosto de 2016     | La Plata              | Argentina            | Teatro Ópera                                |
| 26 de agosto de 2016     | Monte Grande          | Argentina            | Teatro Greison                              |
| 27 de agosto de 2016     | Haedo                 | Argentina            | Auditorio Oeste                             |
| 28 de agosto de 2016     | Temperley             | Argentina            | Auditorio Sur                               |
| 8 de septiembre de 2016  | Cali                  | Colombia             | Teatro Jorge Isaacs                         |
| 10 de septiembre de 2016 | Bogotá                | Colombia             | Concierto Radiónica                         |
| 11 de septiembre de 2016 | Medellín              | Colombia             | Teatro de la Universidad de Medellín        |
| 21 de noviembre de 2016  | Montevideo            | Uruguay              | Auditorio Nacional del SODRE - Sala Fabini  |
| 22 de noviembre de 2016  | Montevideo            | Uruguay              | Auditorio Nacional del SODRE - Sala Fabini  |
| 25 de noviembre de 2016  | Buenos Aires          | Argentina            | Gran Rivadavia                              |
| 26 de noviembre de 2016  | La Plata              | Argentina            | Teatro Ópera                                |
| Norteamérica             |                       |                      |                                             |
| 17 de junio de 2016      | San Andrés Cholula    | México               | Sala Forum                                  |
| 18 de junio de 2016      | Monterrey             | México               | Machaca Fest                                |
| 19 de junio de 2016      | Guadalajara           | México               | C3 Stage                                    |
| 22 de junio de 2016      | León                  | México               | Hammer                                      |
| 23 de junio de 2016      | Ciudad de México      | México               | El Plaza Condesa                            |
| 24 de junio de 2016      | Toluca                | México               | Landó Foro Cultural                         |
| 26 de junio de 2016      | Querétaro             | México               | La Encrucijada Rock House                   |
| 21 de julio de 2016      | Aguascalientes        | México               | Saloon pullman                              |
| Cuarta Etapa - 2017      |                       |                      |                                             |
| Norteamérica             |                       |                      |                                             |
| 16 de marzo de 2017      | Tijuana               | México               | Black Box                                   |
| 17 de marzo de 2017      | Monterrey             | México               | Café Iguana                                 |
| 19 de marzo de 2017      | Ciudad de México      | México               | Vive Latino                                 |
| Sudamérica               |                       |                      |                                             |
| 25 de marzo de 2017      | Sigsig                | Ecuador              | Garisima Music                              |